# ام‌ای
مدرک ام‌ای (لاتین: Magister in Artibus یا Artium Magister؛ به اختصار MA یا AM) نوعی مدرک کارشناسی ارشد است که توسط دانشگاه‌های بسیاری از کشورها اعطا می‌شود. این مدرک معمولاً با مدرک کارشناسی ارشد فرق دارد. افرادی که این مدرک را دریافت کرده‌اند معمولاً موضوعاتی را در حوزه علوم انسانی و اجتماعی مانند تاریخ، ادبیات، زبان، زبان‌شناسی، مدیریت دولتی، علوم سیاسی، مطالعات ارتباطات، حقوق یا دیپلماسی مطالعه کرده‌اند. با این حال، دانشگاه‌های مختلف قراردادهای متفاوتی دارند و همچنین ممکن است برای رشته‌هایی که معمولاً در علوم طبیعی و ریاضی در نظر گرفته می‌شوند، مدرک ارائه دهند. مدرک را می‌توان در رابطه با تکمیل دوره‌ها و قبولی در امتحانات، تحقیق یا ترکیبی از این دو، اعطا کرد.